# Paepalanthus warmingianus
Paepalanthus warmingianus är en gräsväxtart som beskrevs av Friedrich August Körnicke och Viggo Albert Poulsen. Paepalanthus warmingianus ingår i släktet Paepalanthus och familjen Eriocaulaceae. Inga underarter finns listade i Catalogue of Life.